# Andrea Lekićová
Andrea Lekićová (srbskou cyrilicí: Андреа Лекић; * 6. září 1987 Bělehrad) je srbská házenkářka, v současnosti působící v černohorském klubu ŽRK Budućnost Podgorica. Se srbskou reprezentací získala stříbrnou medaili na mistrovství světa (2013). S maďarským klubem Győri ETO KC vyhrála v roce 2013 Ligu mistrů, nejprestižnější klubovou soutěž Evropy. Ve stejném roce byla vyhlášena Mezinárodní házenkářskou federací světovou házenkářkou roku.